# Divine Oduduru
Ejowvokoghene Divine Oduduru (Ughelli, 7 ottobre 1996) è un velocista nigeriano.

## Palmarès
| Anno | Manifestazione               | Sede           | Evento      | Risultato  | Prestazione | Note                          |
| ---- | ---------------------------- | -------------- | ----------- | ---------- | ----------- | ----------------------------- |
| 2013 | Mondiali allievi             | Donec'k        | 100 m piani | Semifinale | 11"05       |                               |
| 2013 | Mondiali allievi             | Donec'k        | 200 m piani | 6º         | 21"37       |                               |
| 2014 | Mondiali juniores            | Eugene         | 200 m piani | Argento    | 20"25       |                               |
| 2014 | Mondiali juniores            | Eugene         | 4×100 m     | 5º         | 39"66       |                               |
| 2014 | Giochi del Commonwealth      | Glasgow        | 4×100 m     | 6º         | 40"17       |                               |
| 2014 | Campionati africani          | Marrakech      | 200 m piani | 6º         | 20"81       |                               |
| 2014 | Campionati africani          | Marrakech      | 4×100 m     | Oro        | 38"80       | [ 1 ]                         |
| 2015 | Campionati africani juniores | Addis Abeba    | 100 m piani | Oro        | 10"44       |                               |
| 2015 | Campionati africani juniores | Addis Abeba    | 200 m piani | Oro        | 21"22       |                               |
| 2015 | Campionati africani juniores | Addis Abeba    | 4×100 m     | Oro        | 39"99       |                               |
| 2015 | World Relays                 | Nassau         | 4×200 m     | Batteria   | dq          |                               |
| 2015 | Giochi panafricani           | Brazzaville    | 200 m piani | Argento    | 20"45       | Miglior prestazione personale |
| 2015 | Giochi panafricani           | Brazzaville    | 4×100 m     | Finale     | dq          | [ 2 ]                         |
| 2016 | Campionati africani          | Durban         | 100 m piani | Batteria   | dns         |                               |
| 2016 | Campionati africani          | Durban         | 200 m piani | Finale     | dns         |                               |
| 2016 | Giochi olimpici              | Rio de Janeiro | 200 m piani | Semifinale | 20"59       |                               |
| 2018 | Campionati africani          | Asaba          | 200 m piani | Argento    | 20"60       |                               |
| 2018 | Campionati africani          | Asaba          | 4×100 m     | Argento    | 38"74       |                               |
| 2019 | Giochi panafricani           | Rabat          | 200 m piani | Argento    | 20"54       |                               |
| 2019 | Giochi panafricani           | Rabat          | 4×100 m     | Argento    | 38"59       |                               |
| 2019 | Mondiali                     | Doha           | 200 m piani | Semifinale | 20"84       |                               |
| 2021 | Giochi olimpici              | Tokyo          | 100 m piani | Batteria   | dq          |                               |
| 2021 | Giochi olimpici              | Tokyo          | 200 m piani | Semifinale | 20"16       |                               |